# サント・ステーファノ・ディ・カマストラ
サント・ステーファノ・ディ・カマストラ（イタリア語: Santo Stefano di Camastra, シチリア語: Santu Stèfanu di Camastra）は、イタリア共和国シチリア州メッシーナ県にある、人口約4,600人の基礎自治体（コムーネ）。

## 地理

### 位置・広がり

#### 隣接コムーネ
隣接するコムーネは以下の通り。
- カロニーア
- ミストレッタ
- レイターノ